# Duncan (Nebraska)
Duncan – wieś w Stanach Zjednoczonych, w stanie Nebraska, w hrabstwie Platte.